# Nathalie Granger
Pour plus de détails, voir Fiche technique et Distribution.
Nathalie Granger est un film français de Marguerite Duras sorti en 1972.

## Synopsis
Une jolie maison au fond d'un parc, dans les Yvelines. Une fois son mari et ses enfants partis, Isabelle y est seule avec son amie et les heures s'écoulent lentement. Elle s'inquiète de la violence que sa fille Nathalie manifeste à l'école, mais ne supporte pas l'idée de l'envoyer en pension.

## Fiche technique
- Titre : Nathalie Granger
- Réalisation : Marguerite Duras, assistée de Benoît Jacquot et Rémy Duchemin
- Scénario : Marguerite Duras
- Photographie : Ghislain Cloquet
- Montage : Nicole Lubtchansky
- Genre : drame
- Pays :  France
- Durée : 83 min
- Format : noir et blanc et en mono
- Dates de sortie :
  - Italie : août 1972 (Mostra de Venise)
  - France : 27 septembre 1973

## Distribution
- Lucia Bosè : Isabelle
- Jeanne Moreau : l'autre femme
- Gérard Depardieu : le vendeur
- Luce Garcia-Ville : l'institutrice
- Valerie Mascolo : Nathalie Granger
- Nathalie Bourgeois : Laurence
- Dionys Mascolo : Granger

## Distinction
- Sélection à la Mostra de Venise 1972[1]

## Autour du film
On remarque Gérard Depardieu bien avant Les Valseuses. Il tournera sous la direction de Marguerite Duras à trois reprises : La Femme du Gange (1973), Baxter, Vera Baxter (1976) et Le Camion (1977).